# سندرم دنی–مارفان
سندرم دنی–مارفان (انگلیسی: Dennie–Marfan syndrome) سندرمی که در آن کودکام دچار سیفلیس مادرزادی دچار فلج اسپاستیک پاها و کم‌توانی ذهنی هستند. این بیماری هر دو جنس را تحت تأثیر قرار می‌دهد و شروع بیماری ممکن است حاد یا بطئی باشد، با پیشرفتی آهسته از ضعف خفیف به سوی فلج چهاراندام. بیماران صرع، آب‌مروارید و نیستاگموس نیز ممکن است داشته باشند. این سندرم را نخستین بار چارلز کلیتون دنی در سال ۱۹۲۹. و آنتوان مارفان در سال ۱۹۳۶ جداگانه شرح دادند.